# I Am Arrows
I Am Arrows — инди-рок-группа, основанная в июне 2009 года бывшим барабанщиком группы Razorlight Энди Бёрроузом. Спустя 11 дней после ухода из Razorlight Бёрроуз подписал контракт с рекорд-лейблом Universal Records.

## История
Хотя Энди записывал дебютный альбом самостоятельно, в состав группы входят также его младший брат Бэн (бас-гитара и бэк-вокал), братья Адам и Бен Читвуд (гитара и ударные) и Ник Хилл (гитара и бэк-вокал).
Группа играла в качестве резидентов в пабе Old Blue Last в Шордече, на фестивале Wickerman в Париже.
В марте 2011 года I Am Arrows поддерживала организаторов на благотворительном концерте помощи детям больных раком.
Недавно I Am Arrows отправились в турне по Великобритании.

## Дискография
- Sun Comes Up Again (2010) № 38 (UK Album Chart)

## Фильмы
Трек «Nice Try» звучит в фильме «Секс по дружбе».